# Marquay, Pas-de-Calais

Marquay este o comună în departamentul Pas-de-Calais, Franța. În 1 ianuarie 2022 avea o populație de 173 de locuitori.